# Rotta
Rotta（ロタ、1978年8月28日 - ）は、大韓民国の写真家である。

## 作品
全作日本未発売
- SSE #59 "Untitled" by Rotta（2015年）
- Girls（소녀들、2015年）
- 로타의 일본 산책（2016年、ロタの日本散策）
- 戀愛（연애、2016年、恋愛）
- OKINAWA BUNNY（오키나와 버니、2016年）

## その他
韓国のMMORPG「アケロン」の広告にて篠崎愛を撮影した。